# Riley Green

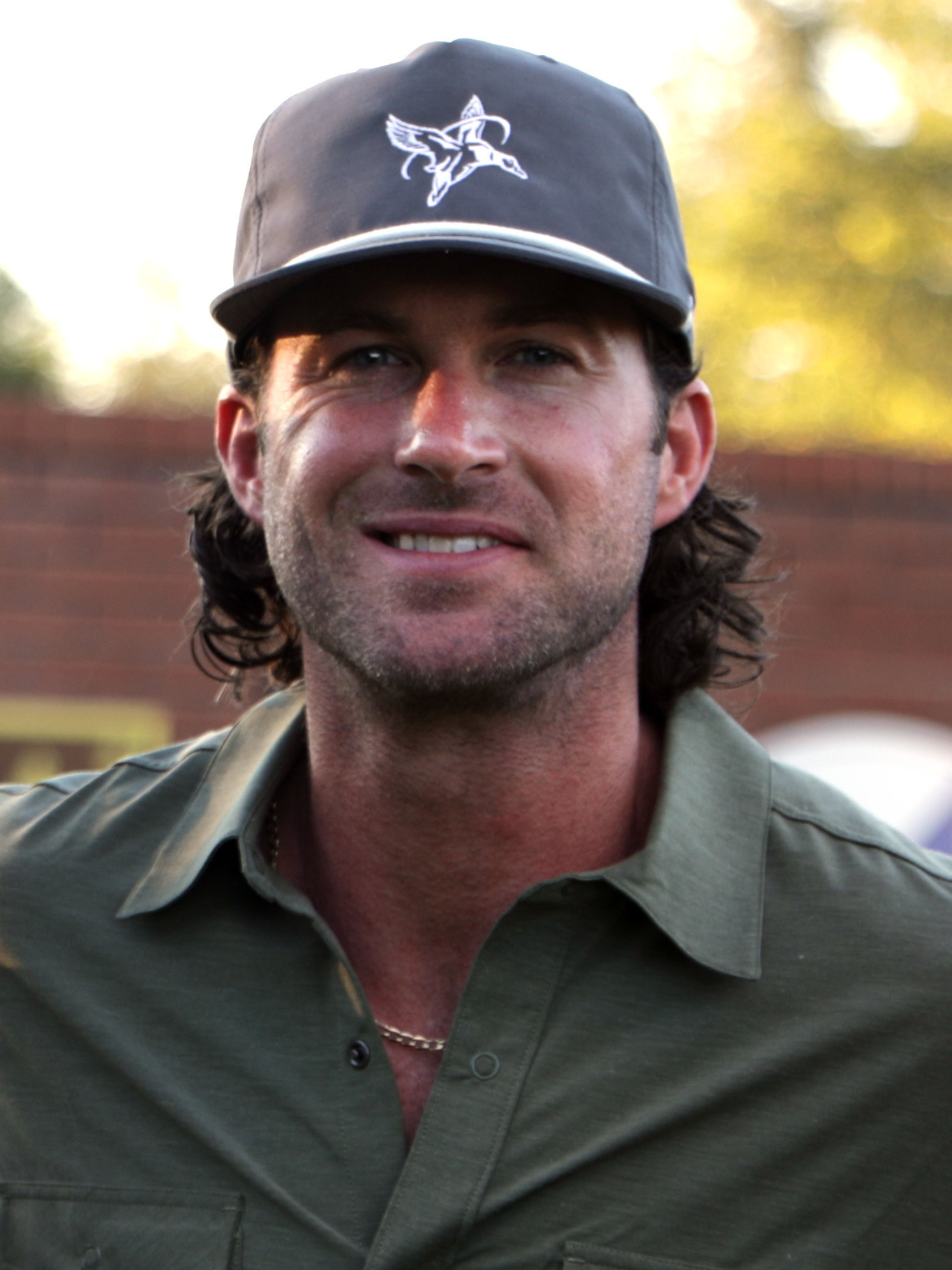
Riley Green, 2022

Riley Green (* 18. Oktober 1988 in Jacksonville, Alabama) ist ein US-amerikanischer Countrysänger. Ab 2018 war er mit Songs wie There Was This Girl und I Wish Grandpas Never Died erfolgreich.

## Biografie
Riley Green wuchs in Alabama auf. Sein Großvater hatte einen Musikladen und sorgte in seiner Jugend für das Interesse an der Musik. Nach dem Besuch der Jacksonville State University stieg er 2013 mit der Veröffentlichung seiner ersten EP ins Musikgeschäft ein. Öffentliche Aufmerksamkeit sammelte er mit der Teilnahme an der Fernsehshow Redneck Island im Jahr darauf. Weitere EPs folgten.
Der Durchbruch kam im Juni 2018 mit der EP In a Truck Right Now. Mit dem darauf enthaltenen Song There Was This Girl gelang ihm gleich ein größerer Hit in den Countrycharts und sogar eine Platzierung in den offiziellen Billboard Hot 100. Ein Jahr später erschien sein Debütalbum Different ’Round Here, das vergleichbare Erfolge in den offiziellen wie in den Countrycharts erreichen konnte. Das Album erreichte Goldstatus. Außerdem enthielt sie seinen zweiten größeren Hit I Wish Grandpas Never Died. Beide Singles kamen auf Mehrfach-Platin.
In den folgenden Jahren folgten weitere Alben und Singles, die zwar nicht den Erfolg des Debüts erreichten, sich aber verlässlich in den Charts platzierten. Mit Thomas Rhett hatte er 2022 mit dem Song Half of Me einen Hit auf Platz 52 der Hot 100. Mit Ella Langley und dem Lied You Look Like You Love Me kam er in die Top 30 und erstmals in den Countrycharts in die Top 10. Sein Album Don’t Mind If I Do kam im selben Jahr ebenfalls in die Country-Top-10 und war mit Platz 25 in den offiziellen Charts seine mit Abstand erfolgreichste Veröffentlichung.

## Diskografie

### Alben
| Jahr | Titel                   | Höchstplatzierung, Gesamtwochen, AuszeichnungChartplatzierungen (Jahr, Titel, Platzierungen, Wochen, Auszeichnungen, Anmerkungen) | Höchstplatzierung, Gesamtwochen, AuszeichnungChartplatzierungen (Jahr, Titel, Platzierungen, Wochen, Auszeichnungen, Anmerkungen) | Anmerkungen                                 |
| Jahr | Titel                   | US | Country | Anmerkungen                                 |
| ---- | ----------------------- | --- | --- | ------------------------------------------- |
| 2019 | Different ’Round Here   | US95 Gold · (6 Wo.)US | Country11 (43 Wo.)Country | Erstveröffentlichung: 20. September 2019    |
| 2020 | If It Wasn’t for Trucks | US125 (1 Wo.)US | Country13 (1 Wo.)Country | Erstveröffentlichung: 11. September 2020 EP |
| 2021 | Behind the Bar          | US122 (1 Wo.)US | Country18 (1 Wo.)Country | Erstveröffentlichung: 2. Juli 2021 EP       |
| 2023 | Ain’t My Last Rodeo     | US79 (1 Wo.)US | Country15 (3 Wo.)Country | Erstveröffentlichung: 13. Oktober 2023      |
| 2024 | Way Out Here            | US149 (1 Wo.)US | Country29 (2 Wo.)Country | Erstveröffentlichung: 12. April 2024 EP     |
| 2024 | Don’t Mind If I Do      | US25 Gold · (15 Wo.)US | Country8 (16 Wo.)Country | Erstveröffentlichung: 18. Oktober 2024      |
| 2025 | Midtown Sessions        | US113 (1 Wo.)US | Country24 (… Wo.)Country | Erstveröffentlichung: 11. Juli 2025 EP      |

Weitere EPs
- Riley Green (2013)
- Bury Me in Dixie (2015)
- County Line (2016)
- Outlaws Like Us (2017)
- In a Truck Right Now (2018)
- Get That Man a Beer (2019)
- Valley Road (2020)
- There Was This Girl (2022)

### Lieder
| Jahr | Titel Album                                      | Höchstplatzierung, Gesamtwochen, AuszeichnungChartplatzierungen (Jahr, Titel, Album, Platzierungen, Wochen, Auszeichnungen, Anmerkungen) | Höchstplatzierung, Gesamtwochen, AuszeichnungChartplatzierungen (Jahr, Titel, Album, Platzierungen, Wochen, Auszeichnungen, Anmerkungen) | Anmerkungen                                                                          |
| Jahr | Titel Album                                      | US | Country | Anmerkungen                                                                          |
| ---- | ------------------------------------------------ | --- | --- | ------------------------------------------------------------------------------------ |
| 2018 | There Was This Girl Different ’Round Here        | US70 ×2Doppelplatin · (8 Wo.)US | Country11 (33 Wo.)Country |                                                                                      |
| 2019 | I Wish Grandpas Never Died Different ’Round Here | US66 ×3Dreifachplatin · (12 Wo.)US | Country12 (33 Wo.)Country |                                                                                      |
| 2021 | If It Wasn’t for Trucks Behind the Bar           | US— GoldUS | Country40 (5 Wo.)Country |                                                                                      |
| 2022 | Hell of a Way to Go –                            | US— GoldUS | Country50 (1 Wo.)Country | Erstveröffentlichung: 13. Mai 2022                                                   |
| 2022 | Half of Me Where We Started                      | US52 (20 Wo.)US | Country23 (5 Wo.)Country | Erstveröffentlichung: 20. Oktober 2022 Thomas Rhett featuring Riley Green            |
| 2023 | Different ’Round Here Ain’t My Last Rodeo        | US60 Platin · (11 Wo.)US | Country15 (26 Wo.)Country | Erstveröffentlichung: 11. Mai 2023 featuring Luke Combs                              |
| 2024 | Worst Way Don’t Mind If I Do                     | US20 ×2Doppelplatin · (… Wo.)US | Country5 (50 Wo.)Country | Erstveröffentlichung: 29. März 2024                                                  |
| 2024 | You Look Like You Love Me Hungover               | US30 ×2Doppelplatin · (24 Wo.)US | Country7 (26 Wo.)Country | Erstveröffentlichung: 21. Juni 2024 · Ella Langley featuring Riley Green; UK: Silber |
| 2024 | Don’t Mind If I Do                               | US74 Platin · (… Wo.)US | Country24 (21 Wo.)Country | Erstveröffentlichung: 6. September 2024 featuring Ella Langley                       |
| 2024 | Damn Good Day to Leave Don’t Mind If I Do        | — | Country28 (14 Wo.)Country |                                                                                      |

Weitere Lieder
- Georgia Time (2018; US: Platin)
- Bury Me in Dixie (2018; US: Gold)
- When She Comes Home Tonight (2018; US: Platin)
- Get That Man a Beer (2019; US: Gold)
- In Love by Now (2019)

## Auszeichnungen für Musikverkäufe
| Goldene Schallplatte - Kanada - 2022: für die Single If It Wasn’t for Trucks - 2024: für die Single Georgia Time - Neuseeland - 2024: für die Single You Look Like You Love Me Platin-Schallplatte - Kanada - 2024: für die Single You Look Like You Love Me - 2024: für die Single Worst Way | 2× Platin-Schallplatte - Kanada - 2024: für die Single Different ’Round Here 3× Platin-Schallplatte - Kanada - 2025: für die Single There Was This Girl - 2025: für die Single I Wish Grandpas Never Died |

Anmerkung: Auszeichnungen in Ländern aus den Charttabellen bzw. Chartboxen sind in ebendiesen zu finden.
| Land/RegionAuszeichnungen für Musikverkäufe (Land/Region, Auszeichnungen, Verkäufe, Quellen) | Silber  | Gold     | Platin       | Verkäufe   | Quellen          |
| -------------------------------------------------------------------------------------------- | ------- | -------- | ------------ | ---------- | ---------------- |
| Kanada (MC)                                                                                  | —       | 2× Gold2 | 10× Platin10 | 880.000    | musiccanada.com  |
| Neuseeland (RMNZ)                                                                            | —       | Gold1    | —            | 15.000     | radioscope.co.nz |
| Vereinigte Staaten (RIAA)                                                                    | —       | 6× Gold6 | 13× Platin13 | 16.000.000 | riaa.com         |
| Vereinigtes Königreich (BPI)                                                                 | Silber1 | —        | —            | 200.000    | bpi.co.uk        |
| Insgesamt                                                                                    | Silber1 | 9× Gold9 | 23× Platin23 |            |                  |